# Goulven de Léon
Goulven, Goulwen ou Golven, est un saint breton  et évêque de Saint-Pol-de-Léon au VIe et VIIe siècles.

## Hagiographie
Selon Arthur de La Borderie, la Vita (récit de la vie) de Saint Goulven serait tardive (rédigée au XIe ou XIIe siècle) et la date fixée pour la mort du Saint le 1er juillet vers 600 serait incompatible avec l'époque du comte Even de Léon attesté dans une notice du Cartulaire de Landévennec datée du 31 mars 955.
Selon sa vita, tardive et légendaire donc, saint Goulven serait le fils d’un couple d’immigrants bretons insulaires débarqués en 540 à Plouider. « À l'époque, tout le rivage est couvert d'une épaisse forêt et tout le pays est désert ». Son père Glaudan, et sa mère Gologuenn débarquaient à peine de Grande-Bretagne dans l'anse de Plounéour-Trez (dite aussi anse de Goulven) à Brengorut quand Goulven vint au monde. Une fontaine miraculeuse, la feunteun sant goulven (située actuellement près de l'église Saint-Goulven) jaillit pour les désaltérer.
Godian (ou Gosian), un riche propriétaire du pays sans héritier, prend les nouveaux arrivants
sous sa protection, devenant le parrain et le père nourricier de l’enfant qu’il prénomma Goulven (prononcé Goulc'hen dans la région). À dix ans, il le met dans l'école monastique du moine Hervé.
Attiré à son tour par la vie monastique, Goulven finit par se retirer dans les bois, face à la mer, où il construit son ermitage sous le nom de penity sant goulven (Pénity vient du breton pened-ti, « maison de pénitence »), et plante trois croix en triangle (situées à Croas-an-traon), pour marquer son parcours quotidien autour du minihi (sur la future paroisse de Goulven). Il vit en ces lieux avec un disciple nommé Maden, tout en accomplissant selon la tradition hagiographique, des miracles.
Devant l'insistance des léonards, le pape Grégoire le Grand le sacre évêque de Léon. Visitant tout son diocèse, il est reconnu pour ses réformes, si bien qu'il est pressenti pour être nommé à la tête de l'évêché de Rennes mais, fatigué, il démissionne de sa charge en 608 et se retire en pays rennais en compagnie de saint Maden. Il se retire en « un lieu propre et commode à la solitude et à la contemplation au lieu-dit La Motte-Mérioul en Saint-Didier à quatre lieues de Rennes ». Il meurt le 1er juillet 616, probablement à Saint-Didier. Il aurait été enseveli dans l’abbaye Saint-Melaine de Rennes d'où une partie de ses reliques auraient été transférées dans la cathédrale Saint-Pierre de Rennes.

## Son culte et ses traces en Bretagne

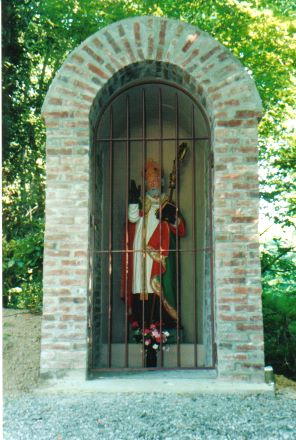
Statue de saint Golven (saint Goulven) à l'emplacement de son ancien ermitage à Saint-Didier (Ille-et-Vilaine)

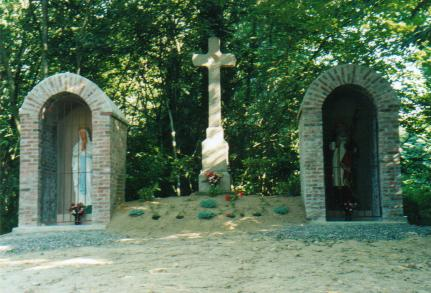
Groupe statuaire au niveau de l'ancien ermitage de saint Goulven à Saint-Didier (Ille-et-Vilaine)

- Le Livre des usages publié en 1415 précise que le jour de la saint Goulven (ou Golven comme on l'appelle à Rennes), ses précieux restes étaient portés en procession à la suite des vêpres et exposées solennellement. En 1743, le chapitre de la cathédrale utilisa plusieurs pièces d'argenterie hors d'usage et a somme de 600 livres pour faire une nouvelle châsse aux reliques du saint. En 1503, l'église de Goulven reçoit une relique (un os de l'avant-bras conservé dans un reliquaire porté chaque année en procession le jour du pardon) et en 1668, la cathédrale Saint-Paul-Aurélien de Saint-Pol-de-Léon reçoit aussi une relique du saint[7].
- Saint Goulven est fêté le 1er juillet.
- Il est invoqué pour guérir des fièvres, « pour protéger les animaux des maladies voire, comme à Taupont, pour améliorer la récolte de cerises[7] ».
- La commune de Goulven porte son nom. Une fontaine y est placée sous son patronage.
- L'église de Goulien a saint Goulven comme patron. Une de ses cloches est réputée avoir appartenu à saint Goulven[8].
- L'église et l'école privée de Saint-Didier porte son nom, ainsi que la paroisse (Saint Goulven près la Peinière).
- Des chapelles lui sont consacrées à Edern, Caurel[9], Lanvellec, Hanvec.
- Il est honoré à Dirinon.
- Une statue représentant saint Goulven se trouve dans la chapelle Saint-Guénolé à Plougastel-Daoulas.
- Goulven aurait eu une sœur Pétronille, qui serait honorée (confondue avec la véritable sainte Pétronille) dans la chapelle Sainte-Pétronille de Ploudaniel[10].

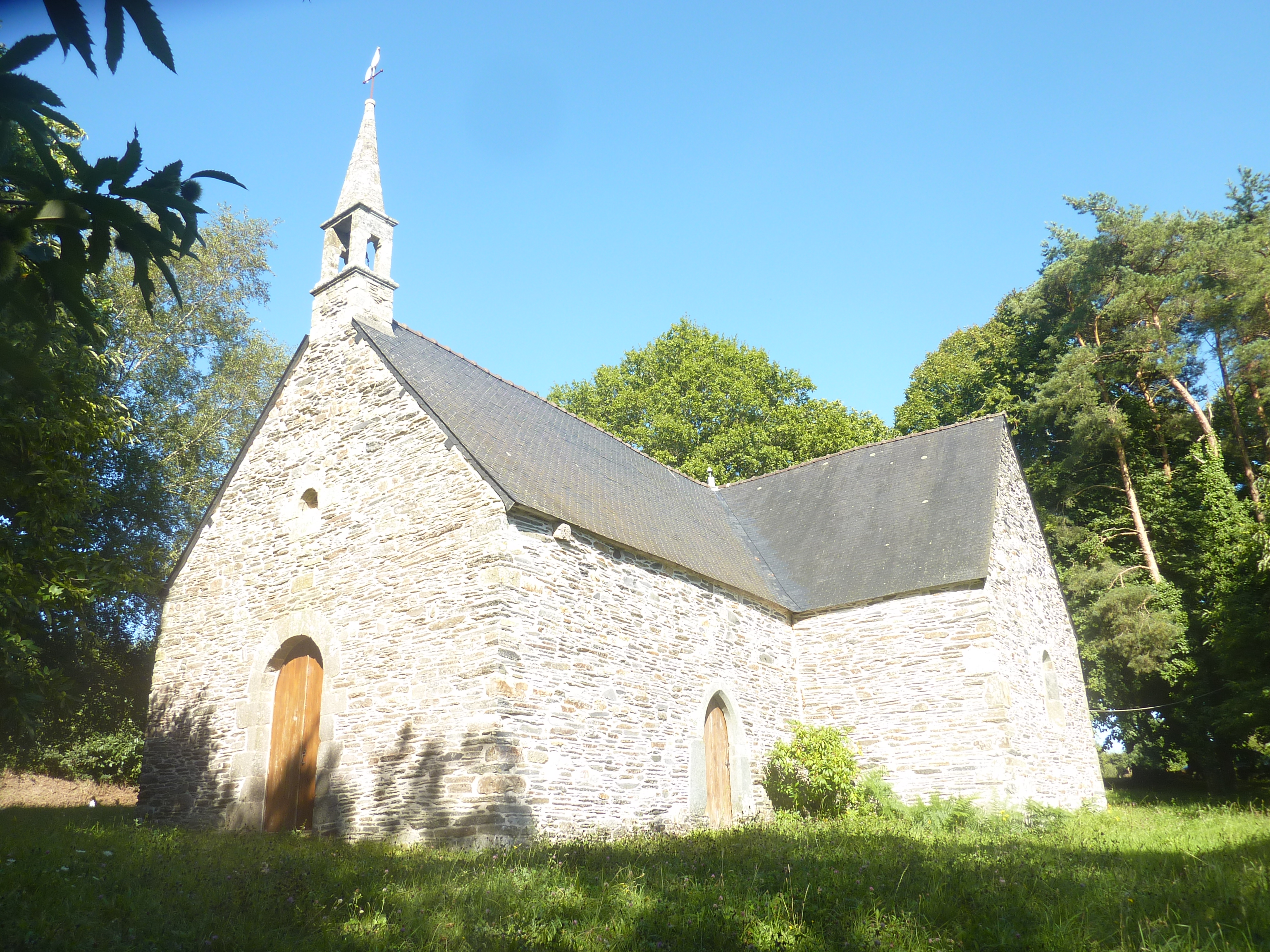
La chapelle Saint-Golven de Caurel (Côtes-d'Armor)
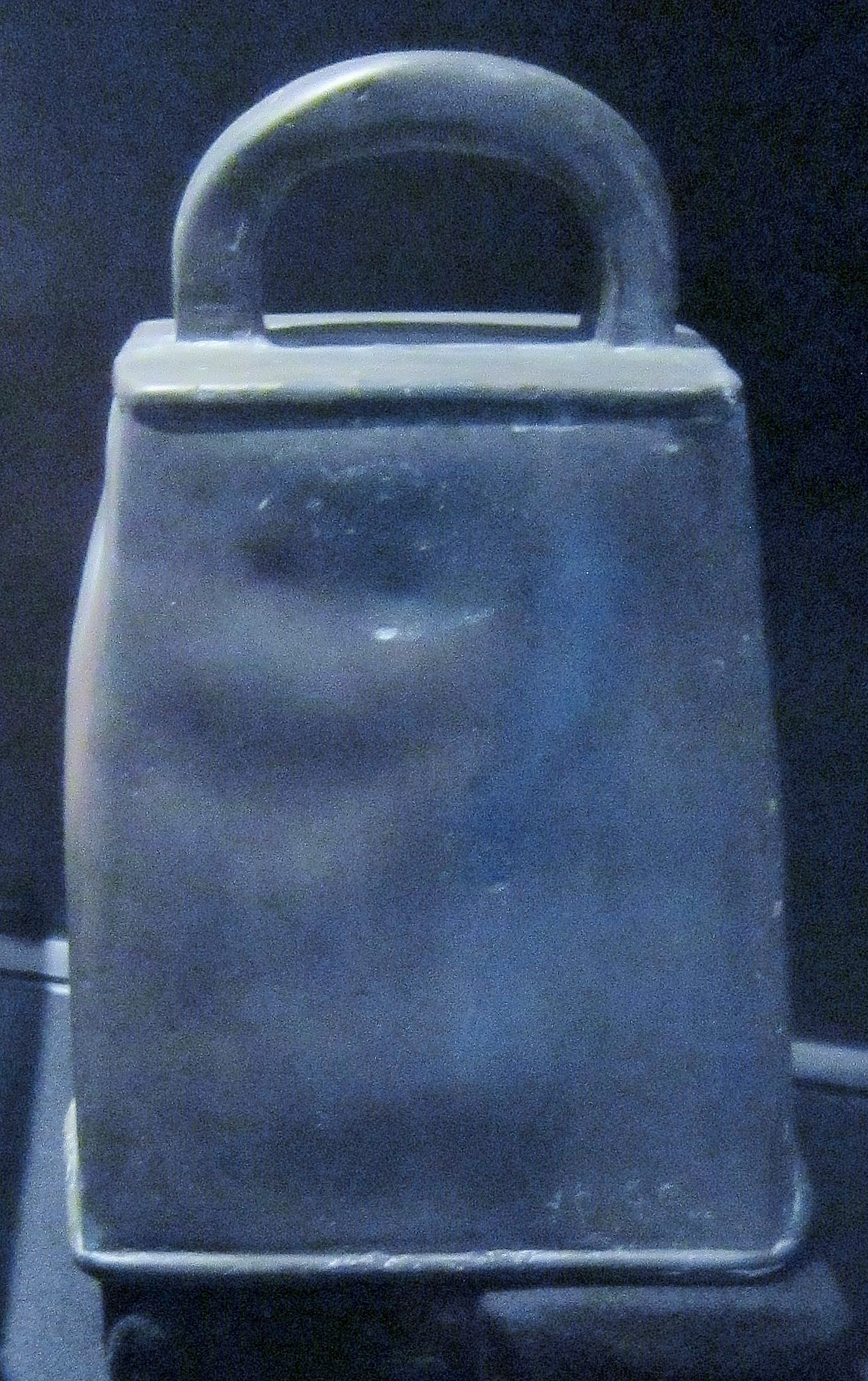
La cloche à main dite de saint Goulven (datant du Haut Moyen-Âge) dans l'église Saint-Goulven de Goulien.
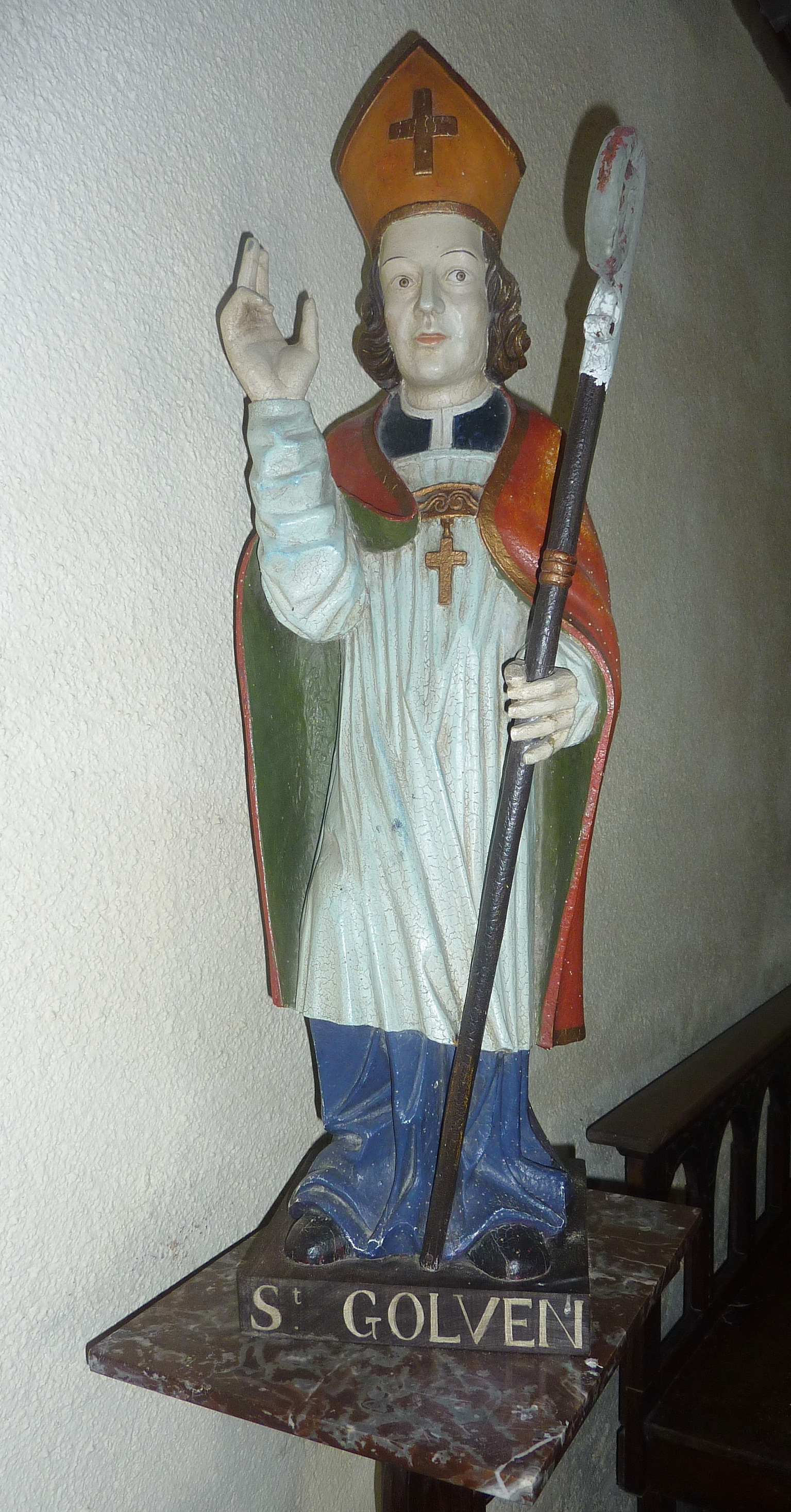
Église paroissiale Notre-Dame de Caurel (Côtes-d'Armor) : statue de saint Golven.